# ديبورا يورك
ديبورا يورك (بالإنجليزية: Deborah York)‏ هي مغنية ومغنية أوبرا بريطانية، ولدت في 9 نوفمبر 1964 في شفيلد في المملكة المتحدة.

## وصلات خارجية
- الموقع الرسمي
- ديبورا يورك على موقع IMDb (الإنجليزية)
- ديبورا يورك على موقع ميوزك برينز (الإنجليزية)
- ديبورا يورك على موقع أول ميوزيك (الإنجليزية)
- ديبورا يورك على موقع ديسكوغز (الإنجليزية)
- ديبورا يورك على موقع قاعدة بيانات الفيلم (الإنجليزية)